# Interleukina 12

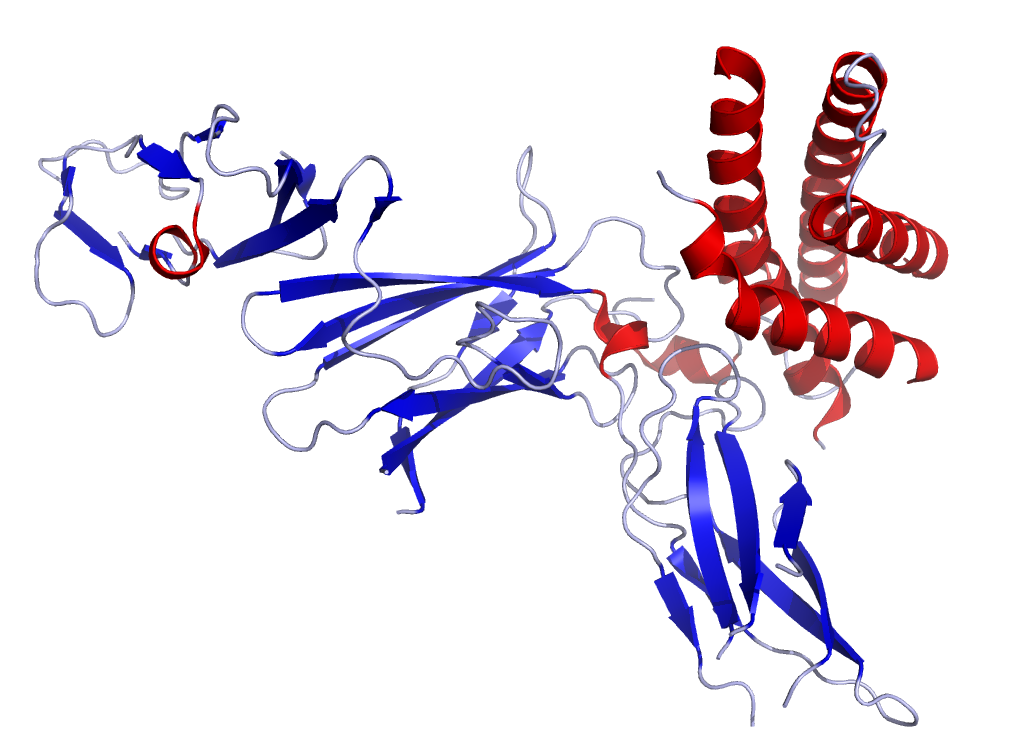
Model przestrzenny IL-12.

Interleukina 12, IL-12 – jedna z cytokin należących do grupy interleukin. Cząsteczka interleukiny 12 jest heterodimerem o masie cząsteczkowej ok. 75 kDa (masy podjednostek wynoszą 35 kDa i 40 kDa). Jej źródłem są fagocyty, komórki dendrytyczne i inne komórki prezentujące antygen, w tym limfocyty B. Synteza IL-12 zachodzi pod wpływem różnych patogenów w sposób niezależny od limfocytow T, jak i zależny od tych komórek.
Główne efekty wywierane przez IL-12 to:
- regulacja polaryzacji immunlogicznej – cytokina ta inicjuje różnicowanie limfocytów T w kierunku komórek typu Th1 i hamuje aktywność limfocytów Th2;
- aktywacja komórek NK, monocytów i makrofagów, zwłaszcza pobudzanie tych komórek do produkcji interferonu-γ;
- synergistyczny z interleukiną 2 wpływ na cytotoksyczność limfocytów;
- często antagonistyczny wpływ na efekty wywierane przez interleukinę 10.

Przeczytaj ostrzeżenie dotyczące informacji medycznych i pokrewnych zamieszczonych w Wikipedii.